# Joanne Bradshaw
Joanne Meryl Bradshaw (Yallourn, 8 novembre 1961) è un'ex atleta paralimpica australiana.
Atleta in carrozzina, ha vinto una medaglia d'oro nel getto del peso ai Giochi paralimpici di Sydney nel 2000.

## Biografia
Nata nel 1961 a Yallourn, Bradshaw ha partecipato ai Mondiali di atletica leggera paralimpica a Birmingham nel 1998, dove ha vinto una medaglia di bronzo nel lancio del giavellotto e due medaglie d'argento nel getto del peso e nel lancio del disco. Ai Giochi paralimpici di Sydney 2000, ha vinto una medaglia d'oro nel getto del peso, che le è valsa la medaglia dell'Ordine dell'Australia, importante onorificenza del paese oceanico. Ha partecipato alle Paralimpiadi anche ad Atene 2004 senza ottenere alcuna medaglia.
Ha una figlia di nome Paige.

## Palmarès
| Anno | Manifestazione       | Sede       | Evento                     | Risultato | Prestazione | Note |
| ---- | -------------------- | ---------- | -------------------------- | --------- | ----------- | ---- |
| 1998 | Mondiali paralimpici | Birmingham | Getto del peso F37         | Argento   |             |      |
| 1998 | Mondiali paralimpici | Birmingham | Lancio del disco F37-38    | Argento   |             |      |
| 1998 | Mondiali paralimpici | Birmingham | Lancio del giavellotto F37 | Bronzo    |             |      |
| 2000 | Giochi paralimpici   | Sydney     | Getto del peso F37         | Oro       | 8,57 m      |      |